# Wawrochy (gromada)
Wawrochy – dawna gromada, czyli najmniejsza jednostka podziału terytorialnego Polskiej Rzeczypospolitej Ludowej w latach 1954–1972.
Gromady, z gromadzkimi radami narodowymi (GRN) jako organami władzy najniższego stopnia na wsi, funkcjonowały od reformy reorganizującej administrację wiejską przeprowadzonej jesienią 1954 do momentu ich zniesienia z dniem 1 stycznia 1973, tym samym wypierając organizację gminną w latach 1954–1972.
Gromadę Wawrochy z siedzibą GRN w Wawrochach utworzono – jako jedną z 8759 gromad na obszarze Polski – w powiecie szczycieńskim w woj. olsztyńskim na mocy uchwały nr 27 WRN w Olsztynie z dnia 4 października 1954. W skład jednostki weszły obszary dotychczasowych gromad Wawrochy, Wały, Prusowy Borek i Niedźwiedzie ze zniesionej gminy Lipowiec oraz obszary dotychczasowych gromad Płozy i Rudka ze zniesionej gminy Szczytno w tymże powiecie. Dla gromady ustalono 12 członków gromadzkiej rady narodowej.
Gromadę zniesiono 1 stycznia 1960, a jej obszar włączono do gromad Lipowiec (wsie Niedźwiedzie, Prusowy Borek, Wawrochy i Wały, osadę Rudne oraz leśniczówkę Pieczysko) i Szczytno (wsie Rudka i Płozy) w tymże powiecie.